# Steven Sterk

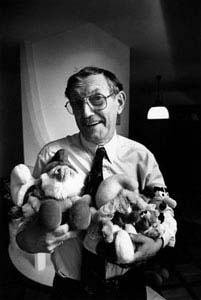
Peyo (1990)

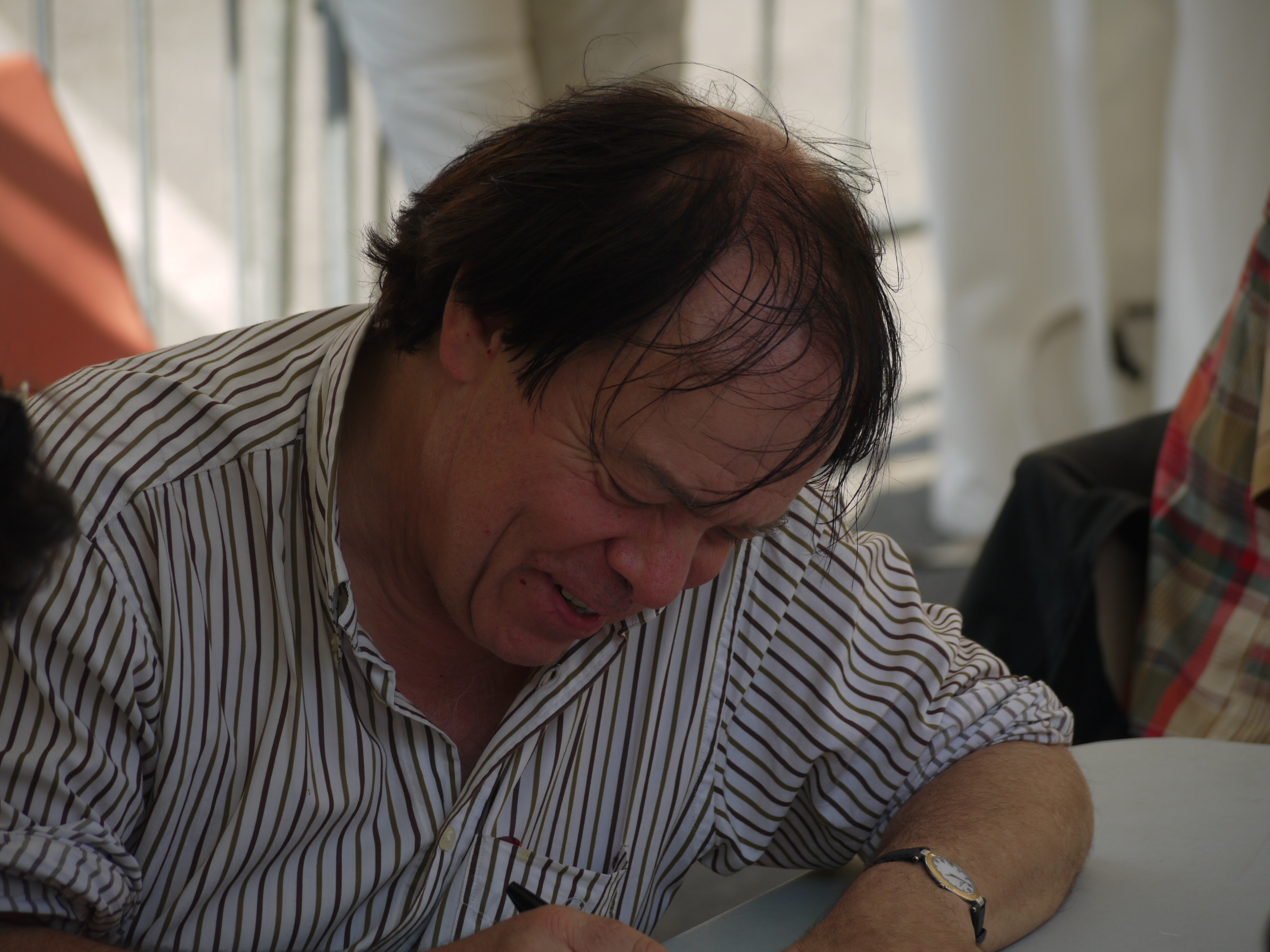
Walthéry (2009)

Steven Sterk (Frans: Benoît Brisefer) is een Belgische stripreeks van de tekenaar Peyo. Er verschenen in totaal 14 albums en enkele korte verhalen.
Steven Sterk is een humoristische avonturenstrip. De tekenstijl van de reeks wordt gerekend onder de school van Marcinelle.

## Inhoud
De stripreeks is een superheldenstrip dat draait rond het gelijknamige personage. Sterk ziet eruit als een gewoon jongetje met een rode jas, blauwe sjaal en zwarte baret. Hij is oersterk, snel en heeft een paar andere superkrachten vergelijkbaar met Jerom.
Het personage is een klein, slim en sportief, zeer beleefd en bescheiden jongetje. Zelden gelooft iemand zijn superkrachten echter omdat hij het niet goed kan uitleggen. Zijn enorme kracht gebruikt hij om de mensen te helpen bij hun boodschappen, maar evengoed voor het bestrijden van de misdaad, waar hij nooit in erkend wordt. Nochtans is dit jongetje zo goed als onoverwinnelijk, zo verslaat hij een legertje soldaten door ze schijnbaar moeiteloos allemaal buiten westen te slaan.
Echter zoals Superman zijn krachten verliest door groen kryptoniet, verliest Steven zijn krachten wanneer hij verkouden is.

## Personages
Hieronder staat een lijst van de belangrijkste personages uit Steven Sterk.
- Steven Sterk: een voorbeeldige jongen uit Blijdenburg, oersterk zolang hij niet verkouden is.
- Jaap Pijpers: chauffeur van een oude taxi. Hij is goed bevriend met Steven, maar gelooft niet dat hij oersterk is.
- De politiecommissaris: de veiligheid garanderen is zijn job, maar als Steven hem daar bij wil helpen, gelooft hij hem niet.
- Mevrouw Adolphine: een oud vrouwtje uit Blijdenburg. Ze heeft altijd snoepjes op zak.
- Serge Isinitof Wladlawodka/Vladlavodka: fabriceert automaten en is bedreven in de cybernetica.
- Robot Adolphine, ook bekend als Lady Adel Fine: een robot gemaakt door Wladlawodka. Om het houterige bewegen en de mechanische onderdelen van de robot te verstoppen, heeft Wladlawodka de menselijke robot het uiterlijk gegeven van mevrouw Adolphine. Ze is gebouwd om lief te zijn, maar als twee draadjes omgedraaid worden, wordt ze een grofgebekte schurk.
- Oom Ponnes: de struise, sterke oom van Steven. Hij is lijfwacht en maakt graag ironische opmerkingen.

## Geschiedenis

### Voorgeschiedenis
In de Amerikaanse comics zijn superhelden een populair thema. In België verschijnen ze echter amper. Indien ze verschijnen, zijn ze aangepast aan de Belgische stripcultuur. Tijdens de Tweede Wereldoorlog tekende Jijé Supermanstrips in Spirou/Robbedoes en Edgar P. Jacobs tekende de superheldenstrip Flash Gordon voor het blad Bravo! af nadat er geen nieuwe strips uit de Verenigde Staten komen. In 1953 tekende Greg de superheldenstrip Le chat voor het blad Héroïc-Albums. In datzelfde jaar verscheen er in de Vlaamse stripreeks Suske en Wiske het personage Jerom, die verscheidene superkrachten heeft, maar geen pak draagt zoals de Amerikaanse superhelden.
In 1946 begint Peyo bij La Dernière Heure en later ook bij Le Soir met de strip Johan. Vervolgens gaat Peyo in 1952 naar Robbedoes/Spirou, waar Johan uitgroeit tot Johan en Pirrewiet en De Smurfen. Ondertussen tekende Peyo ook Poesie voor Le Soir.

### Peyo-Walthéry (1960-1978)
In 1960 vraagt uitgever Charles Dupuis aan Peyo om Poesie uit Le Soir te halen om in Spirou/Robbedoes te publiceren. Peyo ging akkoord, maar ontwierp als een dank voor Le Soir een nieuwe stripreeks. Hij dacht aan een klein jongetje met superkrachten. Franquin vond het een geweldig idee en ontwierp het personage voor Peyo. Toen Dupuis over de nieuwe reeks hoorde, bedacht hij zich en wilde deze stripreeks liever in plaats van Poesie. Oorspronkelijk had de serie de werktitel François Lebaucu, maar dit veranderde later in Benoît Brisefer (Nederlands: Steven Sterk).
Deze stripserie verscheen vervolgens voor het eerst in het weekblad Robbedoes/Spirou in 1960. Het verhaal Les taxis rouges of De rode taxi's begon in de kerstuitgave van dat blad op 15 december 1960. Door de populariteit van De Smurfen, was Peyo er zo druk mee zodat Will de decors van de eerste albums tekende. Will was net terug bij Spirou/Robbedoes en wilde niet meteen verder met Baard en Kale. Dus ging hij akkoord met het voorstel van Peyo om samen te werken. Peyo werd ook bijgestaan door andere medewerkers. Zo kreeg hij hulp van Roba voor het ontwerpen van enkele personages. Walthéry nam vanaf het derde album het tekenen over. Gos en Delporte hielpen met de scenario's. Wasterlain helpt later Walthéry. Op een gegeven moment leg Walthéry zich meer toe op Natasja. Hierop helpt Blesteau Peyo met het laatste album. Er verschenen in totaal 7 albums door Peyo. Zijn laatste verhaal van deze reeks De fetisj verscheen in 1978.

### Culliford-Garray: heropstart reeks (1993-heden)
Peyo liet voordien steeds meer het tekenwerk vooral aan zijn assistenten over, maar begin jaren 90 besloot Peyo om terug te tekenen en zijn andere reeksen weer leven in te blazen. In 1990 ging Peyo naar Le Lombard, waar naast nieuwe Smurfenalbums ook nieuwe albums van Johan en Pirrewiet en deze reeks verschenen. Peyo overleed echter in 1992 voordat er gewerkt werd aan een album van deze reeks. Na de dood van Peyo, schreef zijn zoon Thierry Culliford zes albums tussen 1993 en 2004, met tekeningen van Pascal Garray. Door tijdsgebrek lag vervolgens de reeks jaren stil.
In 2010 bestond Steven Sterk 50 jaar, waarvoor verscheidene tekenaars in het blad Spirou een hommage brachten aan deze serie. Vervolgens verscheen er in 2014 een film genaamd Benoît Brisefer: Les taxis rouges op basis van het eerste album uit deze reeks. Naar aanleiding van de film werd er aan een nieuw album gewerkt: Le gorille blanc, dat in 2014 in Spirou verscheen. In 2015 werd het verhaal als album onder de titel Sur le traces du gorille blanc uitgebracht.

## Verhalen

### Albums

#### Peyo-Walthéry
| Nr. | Titel                             | Originele titel                      | Scenarist      | Tekenaar             | Publicatiejaar Spirou | Uitgavejaar album |
| --- | --------------------------------- | ------------------------------------ | -------------- | -------------------- | --------------------- | ----------------- |
| 1   | De rode taxi's                    | Les taxis rouges                     | Peyo           | Peyo, Will           | 1960                  | 1962              |
| 2   | Mevrouw Adolphine                 | Madame Adolphine                     | Peyo           | Peyo, Will           | 1963                  | 1965              |
| 3   | De twaalf werken van Steven Sterk | Les douze travaux de Benoît Brisefer | Peyo, Delporte | Peyo, Walthéry       | 1966-1967             | 1968              |
| 4   | Oom Ponnes                        | Tonton Placide                       | Peyo, Gos      | Peyo, Walthéry       | 1968                  | 1969              |
| 5   | Circus Bodoni                     | Le cirque Bodoni                     | Peyo, Gos      | Walthéry             | 1969-1970             | 1971              |
| 6   | Lady Adel Fine                    | Lady d'Olphine                       | Peyo, Delporte | Walthéry, Wasterlain | 1972                  | 1973              |
| 7   | De fetisj                         | Le fétiche                           | Peyo, Blesteau | Blesteau             | 1978                  | 1978              |

#### Culliford-Garray
| Nr. | Titel                             | Originele titel                 | Uitgavejaar album |
| --- | --------------------------------- | ------------------------------- | ----------------- |
| 8   | Overval op het witte doek         | Hold-up sur pellicule           | 1993              |
| 9   | Het eiland van de tweedracht      | L'Île de la désunion            | 1995              |
| 10  | De weg naar het zuiden            | La route du Sud                 | 1997              |
| 11  | Het geheim van Egelantine         | Le secret d'Églantin            | 1999              |
| 12  | Chocolade en bittere strijd       | Chocolats et coups fourrés      | 2002              |
| 13  | John-John                         | John-John                       | 2004              |
| 14  | Op het spoor van de witte gorilla | Sur les traces du gorille blanc | 2015              |

Sur les traces du gorille blanc verscheen al eerder in 2014 in Spirou. De Nederlandse versie verscheen niet in album, maar staat wel als verhaal in de integrale editie (zie verder).

### Korte verhalen

#### Hoofdreeks
| Titel                 | Aantal pagina's | Scenaristen/Tekenaars    | Publicatiejaar Spirou |
| --------------------- | --------------- | ------------------------ | --------------------- |
| Pas de joie pour Noël | 8               | Peyo, Blesteau, Delporte | 1976                  |
| Benoît et Benco       | 12              | Peyo                     | 1978                  |

#### Hommages
| Titel                                  | Aantal pagina's | Scenaristen/Tekenaars    | Publicatiejaar Spirou |
| -------------------------------------- | --------------- | ------------------------ | --------------------- |
| Geen                                   | 1/2 of 1        | Closter                  | 1983                  |
| Le super–héros du mensonge!            | 4               | Krings, Dugomier, Ben BK | 2010                  |
| C’est tout dans la tête                | 3               | Jannin, Catheline        | 2010                  |
| Benoît Brisefer et le colis mystérieux | 1/2 of 1        | Walthéry                 | 2010                  |
| L’affaire Brisefer                     | 4               | Piette, Leclercq, Burt   | 2010                  |

### Compilatiealbum
In 2004 verscheen een compilatiealbum in het Frans bestaande uit 3 albums. Ook bevatte het compilatiealbum drie korte verhalen van Pietje en de lamp.
- Benoît Brisefer: Le Monde de la BD
  - De rode taxi's
  - Mevrouw Adolphine
  - De weg naar het zuiden

### Integrale edities
In de jaren 80 gaf uitgeverij Rombaldi een Franse integrale reeks uit van Peyo's oeuvre. Daarin zitten ook de eerste zeven albums van Steven Sterk verwerkt, verdeeld over boeken 9, 10 en 11. Het laatste deel bevat alleen De fetisj, de rest is aan Poesie gewijd.
In 2014 verscheen er speciaal voor Amazon een integrale editie in het Frans, maar ditmaal bestaande uit de eerste 13 albums.
In 2017 startte bij Le Lombard een integrale reeks. Die bestaat uit vijf albums en werd vertaald naar het Nederlands. Behalve de in album verschenen verhalen, bevat het ook de korte verhalen en Pietje en de lamp. De vijfde integrale verscheen in 2019.

## Verfilming
Benoît Brisefer: Les taxis rouges is een Frans-Belgisch live-action-film uit 2014. Het is de verfilming van het eerste gelijknamige stripalbum uit deze stripreeks. Het is tevens de enige verfilming van deze stripreeks.

## Stripmuur
In Brussel werd in 2015 een muurschildering met Steven Sterk aangebracht in de Hoogstraat.